# اورته قمیش
اورته قمیش، روستایی در دهستان قینرجه بخش بغراطی شهرستان رزن در استان همدان ایران است.

## جمعیت
بر پایه سرشماری عمومی نفوس و مسکن در سال ۱۳۹۵، جمعیت این روستا برابر با ۷۹۹ نفر (۲۳۶ خانوار) بوده‌است.